# Lucas Michel Mendes
Lucas Michel Mendes (Curitiba, 3 de julho de 1990) é um futebolista brasileiro que atua como lateral-esquerdo. Atualmente, joga pelo Al-Wakrah.

## Carreira

### Coritiba
Formado nas categorias de base do Coritiba desde os 11 anos na categoria mirim, estreou no profissional em 2008. 
O zagueiro foi um dos destaques da equipe que conseguiu 24 vitórias seguidas – a terceira maior da história do futebol contanto jogos oficiais – em 2011.
Esteve na lista dos 35 pré-convocados para a Olimpíadas de 2012, pelo técnico Mano Menezes.
Completou seu 100º jogo pela equipe principal em 4 de fevereiro de 2012, na vitória do seu time por 4–1 sobre o Arapongas, em jogo válido pelo Campeonato Paranaense. Nessa partida, vestiu a camisa nº 100 e atuou como lateral-esquerdo, da qual é titular desde o início do Campeonato Brasileiro de 2011. Marcou seu primeiro gol como profissional no dia 27 de maio de 2012, em confronto contra o time do Botafogo.
Pelo clube, foi quatro vezes campeão paranaense (2008, 2010, 2011, 2012), campeão da Série B do Campeonato Brasileiro em 2010, além de dois vice-campeonatos da Copa do Brasil, em 2011 e 2012. Lucas Mendes somou 140 partidas com a camisa do Coritiba.

### Olympique de Marseille
Foi vendido ao Olympique de Marseille em agosto de 2012. "É um momento que todo atleta espera, mas dá um aperto no coração. Claro que quero ir para o exterior, jogar em um campeonato competitivo e com grandes craques, mas passei boa parte da minha vida aqui, no Coxa, clube que sempre torci e respeitei muito. Fico feliz em ter contribuído, ter sido campeão e deixar algo positivo", declarou o jogador.
Na primeira temporada, ele foi vice-campeão da Ligue One e foi para a Champions League.
Na temporada seguinte, Lucas jogou apenas uma partida sob o comando do treinador Marcelo Bielsa antes de ser vendido para o El Jaish, do Catar.

### Al-Jaish
Em 14 de julho de 2014, acertou sua ida ao Al-Jaish, assinando um contrato válido por cinco temporadas.
Lucas foi em 2017 para o Al-Duhail e no ano seguinte foi contratado pelo Al-Gharafa, no qual jogou por seis meses com Wesley Sneijder.

### Al-Wakrah
Chegou ao Al-Wakrah em 2018. Em 2022, se tornou o capitão da equipe.

## Títulos
Coritiba
- Campeonato Paranaense: 2008, 2010, 2011, 2012
- Campeonato Brasileiro - Série B: 2010[9]

Seleção Catari
- Copa da Ásia: 2023

### Prêmios individuais
- Seleção da Copa da Ásia: 2023